# Valentina Vernigorova
Valentina Petrovna Vernigorova (russisk: Валентина Петровна Вернигорова ;født 15. juni 1997 i Volgograd, Rusland) er en kvindelig russisk håndboldspiller som spiller for HK Kuban Krasnodar og Ruslands kvindehåndboldlandshold.